# موريس ستين
موريس ستين (بالهولندية: Maurice Steijn)‏ (20 نوفمبر 1973 بلاهاي في هولندا - ) هو مدرب كرة قدم ولاعب كرة قدم هولندي في مركز الوسط. لعب مع أدو دين هاغ وناك بريدا. درب نادي أياكس أمستردام لفترة في 2023 لكن تم استبعاده.

## وصلات خارجية
- موريس ستين على موقع قاعدة بيانات كرة القدم.إي يو (الإنجليزية)